# UTC+11:00

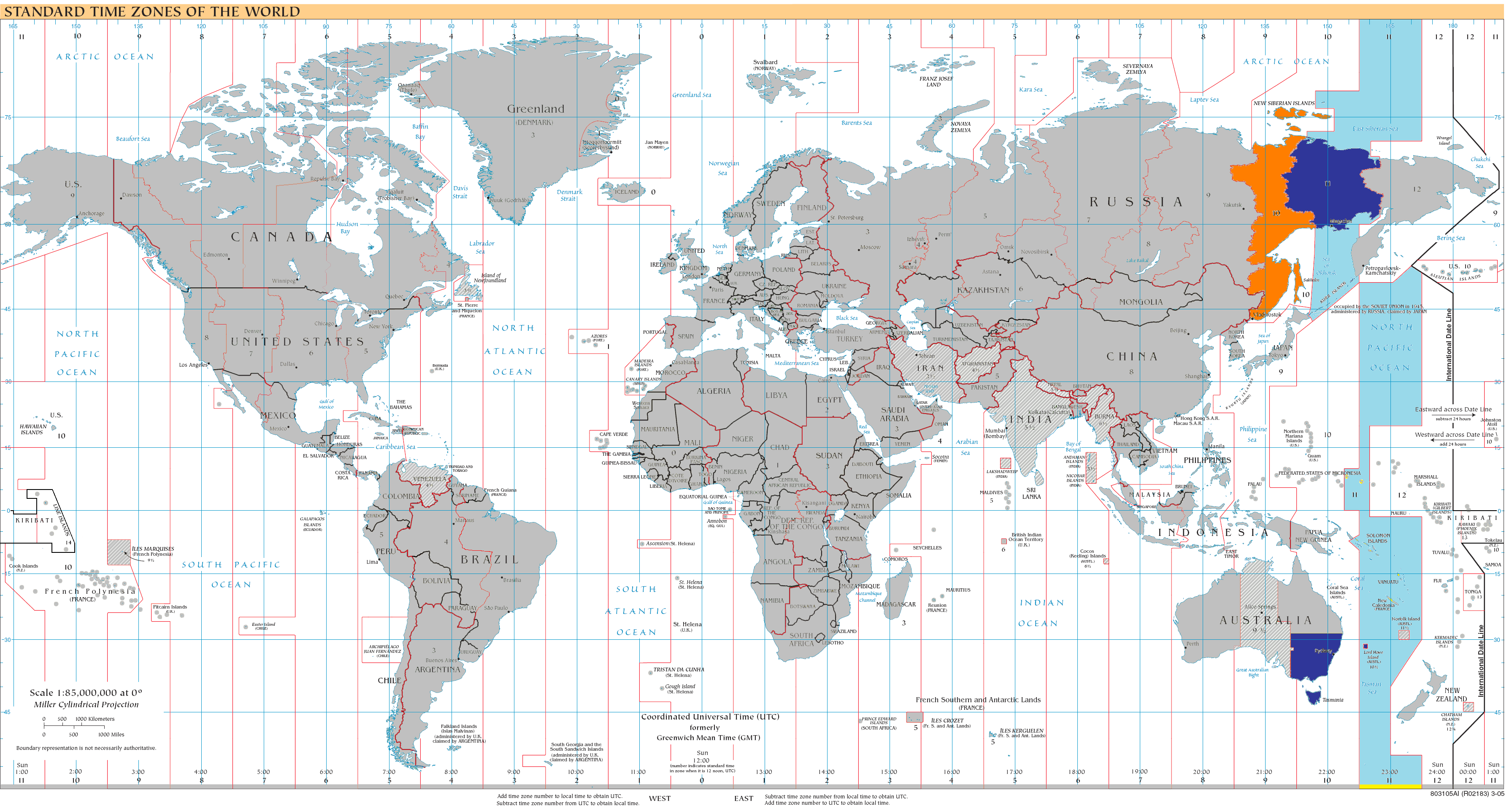
území, kde čas UTC+11 platí celoročně
území, kde čas UTC+11 platí sezónně v zimním období
území, kde čas UTC+11 platí sezónně v letním období
území, kde čas UTC+11 neplatí
mořské plochy spadající do pásma UTC+11
mořské plochy nespadající do pásma UTC+11
Poznámka: Stav k roku 2008

UTC+11:00 je zkratka a identifikátor časového posunu o +11 hodin oproti koordinovanému světovému času. Tato zkratka je všeobecně užívána.
Existují i jiné zápisy se stejným významem:
- UTC+11 — zjednodušený zápis odvozený od základního[1]
- L — jednopísmenné označení používané námořníky, které lze pomocí hláskovací tabulky převést na jednoslovný název (Lima).[2]

Zkratka se často chápe ve významu časového pásma s tímto časovým posunem. Odpovídajícím řídícím poledníkem je pro tento čas 165° východní délky, čemuž odpovídá teoretický rozsah pásma mezi 157°30′ a 172°30′ východní délky.

## Jiná pojmenování
| zkratka | česky          | anglicky                         | poznámka                                             | odkaz  |
| AEDT    | -              | Australian Eastern Daylight Time | viz časová pásma v Austrálii                         | [ 4 ]  |
| BST     |                | Bougainville Standard Time       | viz časová pásma na Papuji Nové Guineji              | [ 5 ]  |
| KOST    | -              | Kosrae Time                      | viz časová pásma ve Federativních státech Mikronésie | [ 6 ]  |
| LHDT    | -              | Lord Howe Daylight Time          | viz časová pásma v Austrálii                         | [ 7 ]  |
| MAGT    | magadanský čas | Magadan Time                     | viz časová pásma v Rusku                             | [ 8 ]  |
| NCT     | -              | New Caledonia Time               | viz časová pásma ve Francii                          | [ 9 ]  |
| NFT     | -              | Norfolk Time                     | viz časová pásma v Austrálii                         | [ 10 ] |
| PONT    | -              | Pohnpei Standard Time            | viz časová pásma ve Federativních státech Mikronésie | [ 11 ] |
| SAKT    | -              | Sakhalin Time                    | historicky definované pásmo                          | [ 12 ] |
| SBT     | -              | Solomon Islands Time             |                                                      | [ 13 ] |
| SRET    | -              | Srednekolymsk Time               | historicky definované pásmo                          | [ 14 ] |
| VLAST   | -              | Vladivostok Summer Time          | neaplikuje se                                        | [ 15 ] |
| VUT     | -              | Vanuatu Time                     |                                                      | [ 16 ] |

## Úředně stanovený čas
Čas UTC+11:00 je používán na následujících územích, přičemž standardním časem se míní čas definovaný na daném území jako základní, od jehož definice se odvíjí sezónní změna času.

### Celoročně platný čas
- Bougainville (Papua Nová Guinea) — standardní čas platný na tomto autonomním území
- Federativní státy Mikronésie — standardní čas na části území (státy Kosrae a Pohnpei)
- Nová Kaledonie (Francie) — standardní čas platný na tomto souostroví
- Rusko — standardní čas platný na části území (Magadanská oblast, Sachalinská oblast, částečně Sacha[p 5])
- Šalomounovy ostrovy — standardní čas platný v tomto státě
- Vanuatu — standardní čas platný v tomto státě

### Sezónně platný čas
- Antarktická základna Casey — letní čas posunutý[p 6] o tři hodiny[18] proti standardnímu času
- Austrálie — letní čas platný[p 6] na části území (Nový Jižní Wales,[p 7] Tasmánie, Teritorium hlavního města Austrálie, Teritorium Jervisova zátoka a Victoria) posunutý o hodinu oproti standardnímu času
- Norfolk (Austrálie) — standardní čas platný[p 6] na tomto ostrově